# Huisbrouwerij Klein Duimpje
Huisbrouwerij Klein Duimpje is een brouwerij die op ambachtelijke wijze bier produceert.
De eigenaar en brouwmeester Erik Bouman begon in 1990 als amateur wijn te maken en vanaf 1994 bier te brouwen. Via een amateurbrouwersvereniging volgde hij een cursus. Vanaf 1996 won Bouman prijzen voor diverse producten.
In 1997 werd een product van deze brouwerij (een bier met de naam "Erik de Noorman") gekozen als beste in de Nederlandse kampioenschappen voor amateurbrouwers in de categorie winterbier en in datzelfde jaar werd een Engels bier met de naam "Porter" van deze brouwerij gekozen als beste amateurbier bij dezelfde kampioenschappen.
De brouwerij brouwde tot 2003 de bieren in samenwerking met de Scheldebrouwerij in 's-Gravenpolder.
Het huidige brouwerijtje levert circa 12 verschillende typen bier, en vervaardigt opdrachtbier voor klanten met speciale wensen.